# Emona
Emona (în bulgară Емона) este un sat în comuna Nesebăr, regiunea Burgas,  Bulgaria. Localitatea are doar 37 de locuitori și e situată pe litorarul Mării Negre, pe pitorescul cap Emona, care a și dat numele localității. Se crede că Emona ar fi locul de baștină al legendarului rege tracic Rhesus.  

## Demografie
Componența etnică a satului Emona
     Bulgari (89,18%)
     Nicio identificare (10,81%)
     Altele (0%)
La recensământul din 2011, populația satului Emona era de 37 locuitori. Din punct de vedere etnic, majoritatea locuitorilor (89,18%) erau bulgari. Pentru 10,81% din locuitori nu este cunoscută apartenența etnică.